# Gibson Technology
Gibson Technology är en brittisk underleverantör till fordonsindustrin som grundades 1981 under namnet Zytek Engineering.

## Zytek Motorsport

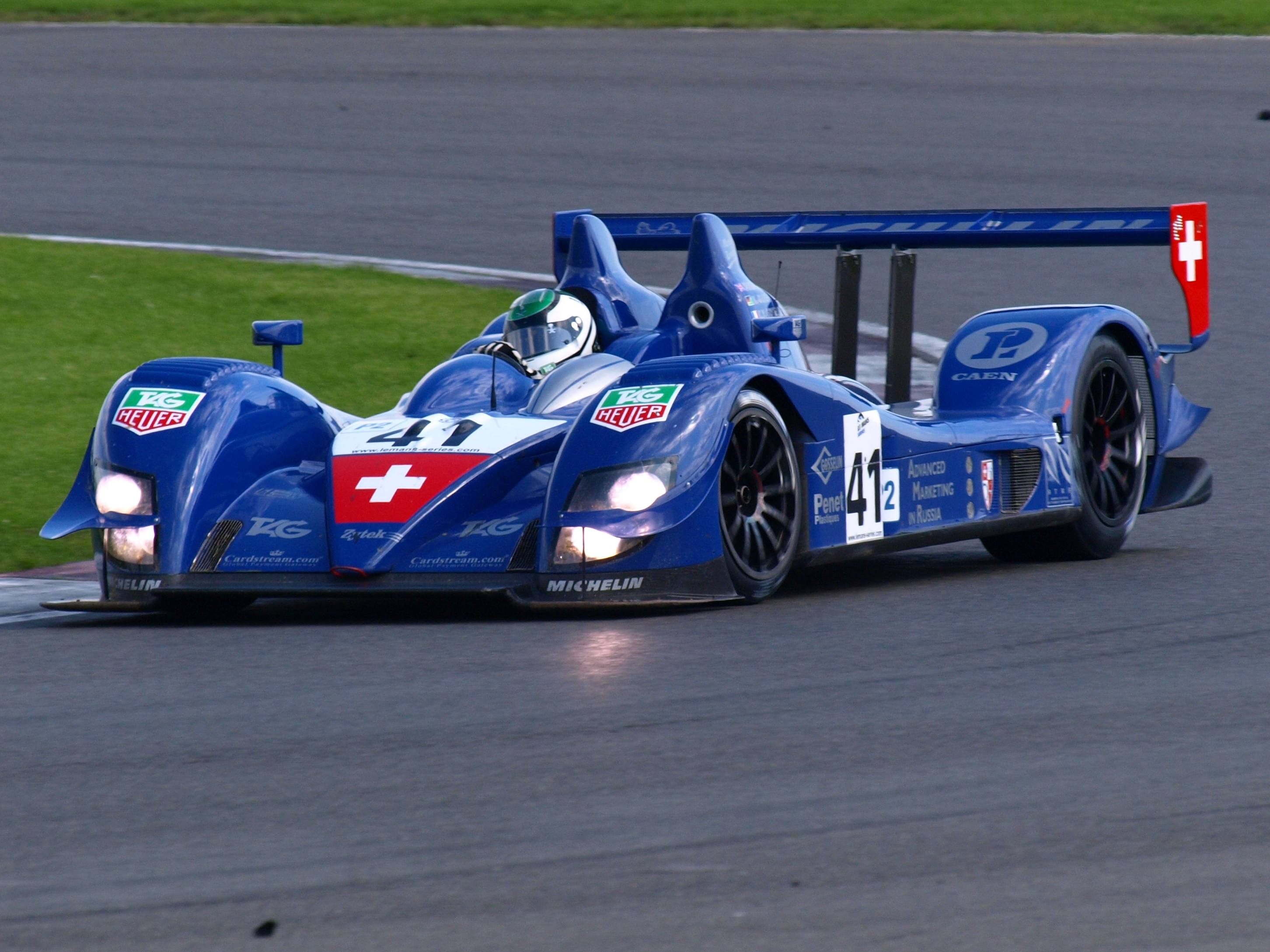
Zytek 07S vid Silverstone 1000 km 2008.

Zytek byggde från början system för motorstyrning, men har expanderat verksamheten till hela motorer, chassikomponenter och hybridsystem.
Zytek har varit involverade i bilsport sedan slutet av 1980-talet. Företaget bygger kompletta racingmotorer, från början för formel 3000 men senare för sportvagnsracing och A1 Grand Prix. Sedan Zytek köpt upp Reynard Motorsport byggde företaget även Le Mans Prototyper som man dels drev själva, dels sålde till privatförare i Le Mans Series och American Le Mans Series. 2014 såldes biltillverkningen till tyska Continental AG.

## Gibson Technology
Efter försäljningen av bildelen bytte företaget namn till Gibson Technology och har fokuserat på tillverkning av racingmotorer.